# Coppa Italia 2016-2017 (calcio a 5)
La Coppa Italia 2016-2017 è stata la 32ª edizione assoluta della manifestazione e la 14ª disputata con la formula final eight. Alla Coppa Italia di Serie A sono iscritte d'ufficio le Società classificatesi ai primi otto posti del girone di andata del Campionato Nazionale di Serie A. Per il quinto anno la maggioranza delle gare si sono disputate al Palasport Giovanni Paolo II di Pescara; i quarti di finale sono stati tuttavia ospitati dal PalaChierici di Tolentino. Tutti gli incontri della principale manifestazione maschile sono stati trasmessi in diretta su Fox Sports.

## Squadre qualificate
Il detentore del trofeo è il Pescara, mentre la Luparense è l'unico dei club partecipanti ad essersi aggiudicato più di una edizione della Coppa. L'Imola è invece al debutto nella competizione.
| Gruppo A | Gruppo A  | Gruppo B | Gruppo B |
| 1        | Pescara   | 5        | Kaos     |
| 2        | Napoli    | 6        | Latina   |
| 3        | Luparense | 7        | Imola    |
| 4        | Pescara   | 8        | Cogianco |

## Formula
Il torneo si svolge con gare ad eliminazione diretta di sola andata. La formula prevede che nei quarti e nelle semifinali, in caso di parità dopo i tempi regolamentari, la vittoria sia determinata direttamente dai tiri di rigore. Nella finale, in caso di parità dopo 40', si svolgono due tempi supplementari di 5 minuti ciascuno. In caso di ulteriore parità al termine degli stessi, la vincitrice è determinata mediante i tiri di rigore.

## Tabellone
|  | Quarti di finale | Quarti di finale | Quarti di finale |           |               | Semifinali    | Semifinali | Semifinali |  |  | Finale | Finale | Finale |  |
|  |                  |                  |                  |           |               |               |            |            |  |  |        |        |        |  |
|  | 1                | Pescara (dcr)    | 1(2)             |           |               |               |            |            |  |  |        |        |        |  |
|  | 1                | Pescara (dcr)    | 1(2)             |           |               |               |            |            |  |  |        |        |        |  |
|  | 7                | Imola            | 1(1)             |           |               |               |            |            |  |  |        |        |        |  |
|  | 7                | Imola            | 1(1)             |           | Pescara       | Pescara       | 2          |            |  |  |        |        |        |  |
|  |                  |                  |                  |           | Pescara       | Pescara       | 2          |            |  |  |        |        |        |  |
|  |                  |                  | Kaos             | Kaos      | 1             |               |            |            |  |  |        |        |        |  |
|  | 4                | Pescara          | Kaos             | Kaos      | 1             | 3             |            |            |  |  |        |        |        |  |
|  | 4                | Pescara          |                  |           |               |               |            |            |  |  |        |        |        |  |
|  | 5                | Kaos             | 6                |           |               |               |            |            |  |  |        |        |        |  |
|  | 5                | Kaos             | 6                |           | Pescara (dcr) | Pescara (dcr) | 4(3)       |            |  |  |        |        |        |  |
|  |                  |                  |                  |           |               |               |            |            |  |  |        |        |        |  |
|  |                  |                  | Luparense        | Luparense | 4(2)          |               |            |            |  |  |        |        |        |  |
|  | 2                | Napoli           | Luparense        | Luparense | 4(2)          | 3             |            |            |  |  |        |        |        |  |
|  | 2                | Napoli           |                  |           |               |               |            |            |  |  |        |        |        |  |
|  | 8                | Cogianco         | 6                |           |               |               |            |            |  |  |        |        |        |  |
|  | 8                | Cogianco         | 6                |           | Cogianco      | Cogianco      | 2          |            |  |  |        |        |        |  |
|  |                  |                  |                  |           | Cogianco      | Cogianco      | 2          |            |  |  |        |        |        |  |
|  |                  |                  | Luparense        | Luparense | 7             |               |            |            |  |  |        |        |        |  |
|  | 3                | Luparense        | Luparense        | Luparense | 7             | 4             |            |            |  |  |        |        |        |  |
|  | 3                | Luparense        |                  |           |               |               |            |            |  |  |        |        |        |  |
|  | 6                | Latina           | 3                |           |               |               |            |            |  |  |        |        |        |  |

### Risultati

#### Quarti di finale
| Arbitri: | Alessandro Merenda (Reggio Calabria) Nicola Maria Manzione (Salerno) Massimo Tariciotti (Ciampino) |
| Crono:   | Massimiliano Palombi (Avezzano)                                                                    |

|             |                      |                        |
| Rosa 4'08'’ | Marcatori            | 24'01'’ Deilton        |
| Canal Salas | Tiri di rigore 2 – 1 | Jelavić Borges Fabinho |

| Arbitri: | Michele Bensi (Grosseto) Ruggiero Chiariello (Barletta) Luca Mario Vannucchi (Prato) |
| Crono:   | Marco Di Filippo (Teramo)                                                            |

|                                            |           |                                                                                        |
| Murilo 4'45'’ Jonas 6'29'’ Lukaian 38'19'’ | Marcatori | 1'23'’, 15'57'’ Fernandão 7'34'’ Titon 24'06'’ Ercolessi 28'10'’ Saad 34'42'’ Schininà |

| Arbitri: | Luca Bizzotto (Castelfranco Veneto) Filippo Vidotto (San Donà di Piave) Massimo Tiberio (Teramo) |
| Crono:   | Matteo Ariasi (Pescara)                                                                          |

|                                       |           |                                                                                   |
| Fornari 8'02'’ André 15'53'’, 37'46'’ | Marcatori | 2'28'’, 6'35'’ Yeray 6'04'’ Pacheco 30'01'’ Luizinho 30'42'’ Vizonan 33'31'’ Fits |

| Arbitri: | Alessandro Maggiore (Bologna) Raffaele Ziri (Barletta) Donato Lamannuzzi (Molfetta) |
| Crono:   | Luca Moscone (L’Aquila)                                                             |

|                                                            |           |                                         |
| Honorio 4'37'’ Coco 5'21'’ Mancuso 16'50'’ Bertoni 18'34'’ | Marcatori | 33'35'’, 35'36'’ Maina 38'41'’ Avellino |

#### Semifinali
| Arbitri: | Andrea Sabatini (Bologna) Carmelo Loddo (Reggio Calabria) Simone Micciulla (Roma 2) |
| Crono:   | Lorenzo Di Guilmi (Vasto)                                                           |

|                                  |           | |
| Pacheco 27'26'’ Luizinho 38'45'’ | Marcatori | 5'58'’ Brandi 9'17'’, 37'34'’ Mancuso 13'19'’ Taborda 16'35'’ Miarelli 23'21'’ Bertoni 34'07'’ Honorio |

| Arbitri: | Ettore Quarti (Imperia) Vincenzo Francese (Battipaglia) Andrea Campi (Ciampino) |
| Crono:   | Gianni Maurizio Vecchione (Terni)                                               |

|                       |           |              |
| Rosa 28'49'’, 38'13'’ | Marcatori | 12'02'’ Nora |

#### Finale
| Arbitri: | Angelo Galante (Ancona) Alessandro Malfer (Rovereto) Daniele Di Resta (Roma 2) |
| Crono:   | Lorenzo Cursi (Jesi)                                                           |

| |                      | |
| Salas 11'50'’ Rosa 15'40'’ Canal 17'53'’ Leggiero 24'56'’ | Marcatori            | 2'33'’ Mancuso 18'17'’ Taborda 31'05'’ Bertoni 35'17'’ Coco |
| Canal Salas Cuzzolino | Tiri di rigore 3 – 2 | Foglia Taborda Bertoni |
| · Antonio Capuozzo · Ricardo Caputo · Mauro Canal · Leandro Cuzzolino · Giacomo Azzoni · Lorenzo Pietrangelo · Luca Leggiero · Alexandre Ghiotti · Javier Adolfo Salas · Eduardo Morgado · Giovanni Pulvirenti · Matías Rosa | Formazioni           | · Luca Morassi · Pablo Taborda · Humberto Honorio · Edgar Bertoni · Mancuso · Michele Miarelli · Dragan Kovačević · Matías Lara · Wellington Coco · Adriano Foglia · Alan Brandi · Mohamed Khouc |
| Fulvio Colini | Allenatori           | David Marín |

## Classifica marcatori
| Gol |  |  | Giocatore                 | Squadra   |
| --- |  |  | ------------------------- | --------- |
| 4   |  |  | Mancuso                   | Luparense |
| 4   |  |  | Matías Rosa               | Pescara   |
| 3   |  |  | Edgar Bertoni             | Luparense |
| 2   |  |  | Lucas Maina               | Latina    |
| 2   |  |  | Fernandão                 | Kaos      |
| 2   |  |  | Pol Pacheco               | Cogianco  |
| 2   |  |  | Pablo Taborda             | Luparense |
| 2   |  |  | Wellington Coco           | Luparense |
| 2   |  |  | Humberto Honorio          | Luparense |
| 2   |  |  | André Ferreira            | Napoli    |
| 2   |  |  | Luizinho                  | Cogianco  |
| 2   |  |  | Hernandez Gutierrez Yeray | Cogianco  |